# Fémes Beck Vilmos
Fémes Beck Vilmos (Budapest, 1885. február 18. – Budapest, 1918. december 16.) magyar ötvösművész, éremművész és szobrász.

## Életpályája
Beck Pál és Gold Ernesztin fia. Tanulmányait fiatalon kezdte ötvösműhelyben, Vandrák Lászlónál volt bronzműves, az első művészeti irányítást bátyjától, Beck Ö. Fülöp szobrásztól kapta. Az Iparművészeti Iskola esti tagozatán ötvösséget és mintázást tanult.  18 éves korában már ügyes iparművész volt, ebből az időszakából két óntála látható az Iparművészeti Múzeumban.  Ötvöstárgyaival 1906-ban a milánói nemzetközi kiállításon aranyérmet nyert. Eleinte Drezdában, aztán Darmstadtban J. M. Olbrich mellett dolgozott, akinek bútoraira vereteket és vasalásokat tervezett. 1907-ben állami ösztöndíjjal Londonban és Párizsban járt, majd önállóbban kezdett dolgozni George Roemer mellett. 1909-ben jött haza és elkezdte készíteni érmeit, kisbronzait és portrészobrait.

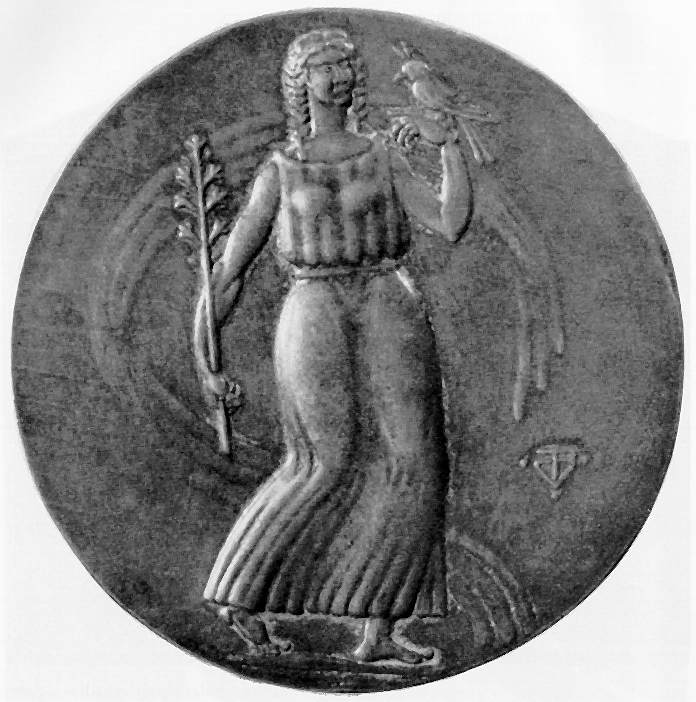
Fémes Beck Vilmos: Nő virággal és madárral (1911)

Művészi egyénisége hamar kifejlődött, munkái a Nyolcak évenkénti kiállításain és a Művészházban kerültek bemutatásra. Hamar feltűnést keltett éremművészetével, elsőként a Lechner éremmel. Az első világháború előtt nagyobb megrendeléshez jutott, a Schiffer-villa (1910-12 között) építésénél két bronzalakot mintázott és a hall enteriőrjét ő tervezte. A VI. kerületi Munkácsy Mihály utca 19 alatt található villában ma is látható carrarai márványból faragott, négy alakot ábrázoló virágmedencéje. Szobrászként a 20. század elejének modern irányzatai (a szecesszió, a konstruktivizmus, a kubizmus és az expresszionizmus) szellemében, de egyéni stílusát hamar megtalálva alkotott kisplasztikákat. 1914-ben bevonult a háborúba, végig szolgálatban volt, 1918-ban betegen jött haza. Korai halála után a Belvedere művészeti szalon hagyatéki kiállítást rendezett munkáiból 1923-ban. Emlékkiállítást szerveztek tiszteletére Budapesten 1945-ben és Székesfehérvárott, a Szent István Király Múzeumban 1985-ben. Egyes munkái magántulajdonban vannak vagy elpusztultak, több művét a Magyar Nemzeti Galéria őrzi.

## Magánélete
Házastársa Fridrik Mária volt, akivel 1911. június 25-én Budapesten, a Terézvárosban kötött házasságot.

## Munkái

### Ötvösmunkáiból

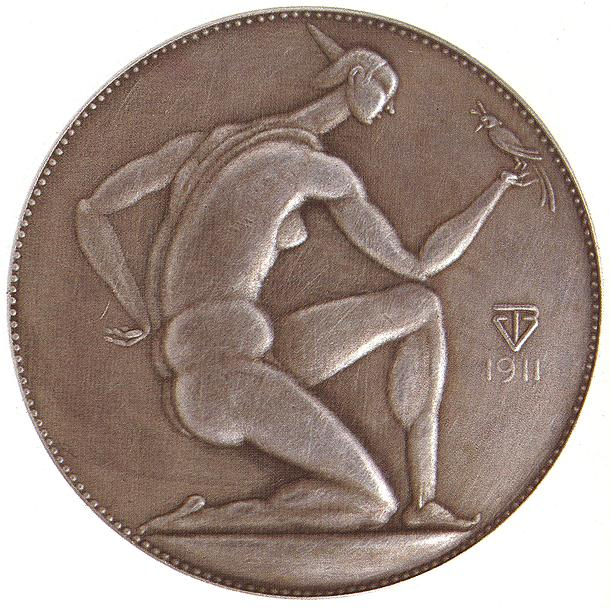
Térdelő akt (1911)

- 2 db óntál (1910 körül) (Iparművészeti Múzeum)
- Lechner (1911) (érem)
- Térdelő akt („Térdelő akt madárral” címen is emlegetik) (1911) (Vert bronz, 5,3 cm ; MNG)
- A látás-gyönyör istennőjének (1911) (Öntött bronz, vésett, átmérő 74 mm ; MNG)
- Merítő nő (Év nélkül) (Öntött bronz, 80 mm ; MNG)
- Lidinek (érem)
- Mária (1914) (érem)

### Szobraiból

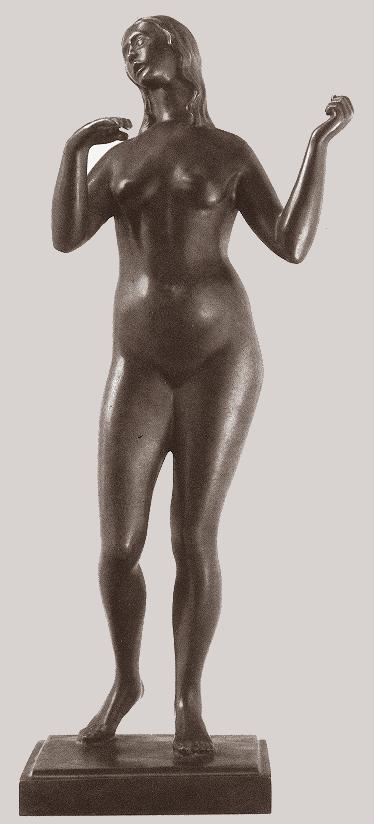
Női akt (1912)

- Tersánszky-fej (1910) (Bronz, magasság: 49,5 cm ; MNG)
- Férfi fej (1910) (Tihanyi Lajos?) (Bronz, magasság: 45 cm ; MNG)
- Nő virággal, madárral (1911)  (Bronz, átmérő: 8,5 cm ; MNG)
- Térdelő akt (1911) (Vert bronz, 5,3 cm; MNG)
- Kalászt tartó (1912) (Bronz, magasság: 28 cm ; Deák-gyűjtemény, Városi Képtár, Székesfehérvár)
- Nő madárral (1912) (Bronz, magasság: 41,5 cm ; MNG)
- Térdelő fiú (1912) (Bronz, magasság: 63 cm ; MNG)
- Női akt (1912 körül) (Bronz, magasság: 31,5 cm ; MNG)
- Szendergő (1912) (Sárgaréz, 41 cm ; Kieselbach Galéria)
- Kenczler-fej (Év nélkül) (MNG)
- Kabos Edit portré szobra
- Éneklő leány (mellszobor)
- Táncosnő („Táncoló nő” címen is emlegetik)
- Bacchus
- Beatrice és Dante

## Szakirodalom
- Bölöni György: Fémes Beck Vilmos. Auróra, 1911. július 15.
- Elek Artúr: Fémes Beck Vilmos. Nyugat, 1919. I.